# New Glasgow
New Glasgow är en stad i Pictou County, Nova Scotia, Kanada som år 2016 hade 9 075 invånare .
Området som skulle bli New Glasgow bosattes första gången 1784. Staden fick sitt namn efter den skotska staden Glasgow 1809 .

## Personer från New Glasgow
- Peter MacKay, politiker
- Jon Sim, ishockeyspelare